# Henry Bodart
Pour les articles homonymes, voir Bodart.
Henry Bodart, né à Namur, le 21 mars 1874 et mort à Jambes le 3 juin 1940, est un peintre, dessinateur, graveur et aquafortiste belge.

## Biographie

### Famille
Henry (Maurice Henri) Bodart, né rue de l'Hôpital no 4 à Namur le 21 mars 1874, est le fils de Joseph Henri Bodart (1847-1908), entrepreneur de travaux publics, et de Marie Dassy (1843-1894). Le 18 avril 1900 à Bruxelles, il épouse Jeanne Antoinette Charlotte Marie Verscharen (née à Bruxelles le 6 septembre 1876). L'un de leurs témoins est le peintre Géo Bernier. Leur unique enfant, Lucienne, meurt à l'âge de neuf ans en 1911,.

### Formation
Henry Bodart est étudiant à l'Académie des Beaux-Arts de Namur, où il est l'élève de Louis Bonet et de Théodore Baron. Il apprend la gravure dans l'atelier d'Auguste Danse.

### Carrière
En 1896, Henry Bodart devient professeur à l'Académie de Namur. Sa carrière est essentiellement consacrée au professorat, qu'il exerce jusqu'en 1934. À Namur, il enseigne aussi, à partir de 1914, le cours de projections à l'École industrielle et, à partir de 1920, le cours de dessin à l'École Royale des Cadets.
Il est membre de la Société des Aquafortistes belges, de L'Estampe, président de la Fédération Namuroise des Artistes Wallons et secrétaire des Amis de l'Art Wallon. Il fonde le groupement folklorique des « Pierrots blancs de Namur » et publie dans plusieurs revues de littérature française et patoisante : Les Jeunes, Joyeux et Sambre et Meuse, créé en 1912 par François Bovesse. Henry Bodart illustre des ouvrages de Louis Delattre, Jules Sottiaux (La Wallonie héroïque) et Charles Gheude (La Chanson populaire belge) et crée aussi des affiches,.
Soucieux du développement de l'art et des réformes à mener, il donne une conférence en 1914 lors de la remise des prix aux élèves des académies. À ses yeux, l'art constitue une vraie force sociale. Un enseignement artistique bien conçu doit s'imposer davantage et ce dès l'école primaire. Henry Bodart termine son propos en rappelant que Félicien Rops demeure le plus grand dessinateur du XIXe siècle.
Il expose à Rome, Paris, Londres et Varsovie. Du 17 juillet au 15 septembre 1938, une importante rétrospective comprenant 80 peintures, une trentaine d'estampes et 500 dessins d'Henry Bodart est organisée par les Amis du Musée des beaux-arts de Namur à l'Hôtel de Groesbeeck-de Croix. 
En mai 1940, Henry Bodart, dont la santé est devenue précaire, est, à l'instar de nombreux civils, évacué en France en raison de la Seconde Guerre mondiale. De retour en Belgique, il  meurt, à l'âge de 66 ans, à Jambes le 3 juin 1940.

## Œuvre

### Peinture
Henry Bodart représente des paysages, où la couleur est délicate et le ton sensible. Il peint aussi des portraits et des vues de villes, préférentiellement Namur, où la clarté solaire déclinante se mêle à la lumière artificielle des vieilles rues. Le peintre est un observateur obsédé par la réalité des choses et demeure personnel dans ses compositions. En 1918, il expose deux portraits, dont le sien. Il s'y affirme comme un expert. Peu après la mort du roi Albert, il réalise une aquarelle représentant le souverain conservée au palais royal de Bruxelles.

### Gravure
Ses gravures sont souvent réalisées à l'heure de la brune, favorable à ses compositions poétiques.

### Dessin
Henry Bodart est surtout connu comme dessinateur et privilégie les vues de sa ville. Il représente les beautés obscures des vieilles maisons et des vieilles rues. Il prise les détails architecturaux anciens, tels que les linteaux, les portails ou les escaliers sculptés. Il dessine aussi les marchés, les monuments et les clochers. Plus de mille dessins et 300 eaux-fortes sont inventoriés. En 1939, la ville de Namur acquiert pour la somme de 25000 francs de nombreux dessins de l'artiste.

### Collections muséales
Des œuvres d'Henry Bodart sont conservées au Museum aan de Stroom, au Musée du folklore à Anvers et au Cabinet des Estampes de la Bibliothèque royale de Belgique à Bruxelles.

## Distinction
- Chevalier de l'ordre de la Couronne (20 novembre 1925)[9].